# Nazionale femminile di pallamano della Corea del Sud
La nazionale di pallamano femminile della Corea del Sud rappresenta la Corea del Sud nelle competizioni internazionali di pallamano femminile. Ha ottenuto complessivamente 6 medaglie olimpiche (di cui due d'oro a Seul nel 1988 e a Barcellona nel 1992), 2 medaglie mondiali (oro nel 1995 nel campionato tenutosi in Austria e Ungheria e bronzo nel 2003 in Croazia) e 13 titoli asiatici. 

## Competizioni principali

### Olimpiadi
- Los Angeles 1984: 2º posto
- Seul 1988: 1º posto
- Barcellona 1992: 1º posto
- Atlanta 1996: 2º posto
- Sydney 2000: 4º posto
- Atene 2004: 2º posto
- Pechino 2008: 3º posto
- Londra 2012: 4º posto
- Rio de Janeiro 2016: 10º posto
- Tokyo 2020: 8º posto
- Parigi 2024: 10º posto

### Mondiali
- 1978: 10-12º posto
- 1982: 6º posto
- 1986: 11º posto
- 1990: 11º posto
- 1993: 11º posto
- 1995: 1º posto
- 1997: 5º posto
- 1999: 9º posto
- 2001: 15º posto
- 2003: 3º posto
- 2005: 8º posto
- 2007: 6º posto
- 2009: 6º posto
- 2011: 11º posto
- 2013: 12º posto
- 2015: 14º posto
- 2017: 13º posto
- 2019: 11º posto
- 2021: 14º posto
- 2023: 22º posto

### Campionati asiatici
La nazionale sudcoreana ha vinto complessivamente 13 edizioni dei campionati asiatici su 16 edizioni disputate tra il 1987 e il 2017.
- 1987: 1º posto
- 1989: 1º posto
- 1991: 1º posto
- 1993: 1º posto
- 1995: 1º posto
- 1997: 1º posto
- 1999: 1º posto
- 2000: 1º posto
- 2002: 2º posto
- 2004: 3º posto
- 2006: 1º posto
- 2008: 1º posto
- 2010: 2º posto
- 2012: 1º posto
- 2015: 1º posto
- 2017: 1º posto

### Giochi asiatici
La nazionale sudcoreana ha vinto tutte le edizioni dei Giochi asiatici a cui ha preso parte tra il 1990 e il 2018 ad eccezione dell'edizione del 2010, in cui si è classificata al terzo posto dietro Cina e Giappone.
- 1990: 1º posto
- 1994: 1º posto
- 1998: 1º posto
- 2002: 1º posto
- 2006: 1º posto
- 2010: 3º posto
- 2014: 1º posto
- 2018: 1º posto